# Запис Петковића храст (Барајево)
Запис Петковића храст (Барајево) се налази на парцели чији је власник Петковић Добрила.

## Локација
| Општина             | Барајево                                                                    |
| Катастарска општина | Барајево                                                                    |
| Потес               | Смрдан                                                                      |
| Координате          | 44° 35′ 30″ С; 20° 24′ 51″ И / 44.591799999999999° С; 20.414300000000001° И |
| Надморска висина    | 216m                                                                        |

## Карактеристике
Дендрометријске вредности утврђене на терену и сателитским снимцима:
| Стабло                     | Храст |
| Висина стабла              | m     |
| Обим дебла                 | m     |
| Пречник крошње             | 6m    |
| Пречник дебла              | m     |
| Висина дебла до прве гране | m     |

## База записа
Запис је у оквиру Викимедија пројекта "Запис - Свето дрво" заведен под редним бројем 0963.